# Wesentliche Verschlechterung der Vermögensverhältnisse
Wesentliche Verschlechterung der Vermögensverhältnisse ist ein normativ-unbestimmter Rechtsbegriff, der dem Gläubiger aus einem Dauerschuldverhältnis (etwa Kreditvertrag, Miete) eine außerordentliche Kündigung aus  wichtigem Grund gegenüber seinem Schuldner ermöglichen soll, weil wegen der Bonitätssituation des Schuldners die Geschäftsgrundlage des Vertrages entfallen ist oder künftig gefährdet wird.

## Rechtsgrundlage
Das Bürgerliche Gesetzbuch (BGB) kennt diesen unbestimmten Rechtsbegriff insbesondere im Darlehensrecht. Hier ist die Bestimmung des § 490 Abs. 1 BGB noch gläubigerfreundlicher ausgestaltet worden als der im Jahre 2002 weggefallene § 610 BGB. Einerseits wird nämlich nicht bloß der Widerruf eines Darlehensversprechens ermöglicht, sondern dem Gläubiger wird vielmehr ein außerordentliches Kündigungsrecht bei bestehenden Krediten für den Fall der wesentlichen Verschlechterung der Vermögensverhältnisse zugesprochen; es genügt bereits, wenn sich die Verhältnisse wesentlich zu verschlechtern drohen. Andererseits wurde der Norminhalt auch auf den Wertverfall gestellter Sicherheiten ausgedehnt. Das Kündigungsrecht soll dem Kreditgeber die Beurteilungsmöglichkeit eröffnen, über die Zumutbarkeit des Kreditverhältnisses nachzudenken.
Das Gesetz selbst vermeidet allerdings eine Definition des normativ-unbestimmten Rechtsbegriffs „wesentliche Verschlechterung der Vermögensverhältnisse“. Dies könnte zum Streit zwischen den Vertragsparteien führen, was unter den Begriffen „wesentlich“ und unter „Vermögensverhältnisse“ zu verstehen ist. Wenn das Gesetz derartige unbestimmte Rechtsbegriffe verwendet, erwartet es eine Ausfüllung durch die Rechtsprechung und Literatur. Der Begriff der wesentlichen Verschlechterung der Vermögensverhältnisse ist in der Rechtsprechung zu den Vorschriften der § 321 BGB a.F. weitgehend geklärt. In Rechtsprechung und Literatur ist mittlerweile unumstritten, was unter einer wesentlichen Verschlechterung der Vermögensverhältnisse im Sinne des § 490 BGB zu verstehen ist.

## Wesentliche Verschlechterung
Nicht jede Verminderung des Vermögens ist eine „wesentliche Verschlechterung der Vermögensverhältnisse“. Die Verschlechterung muss sich auf die gesamte Vermögenssituation des Schuldners beziehen. Verschlechterungen des Vermögens sind sowohl Vermögensminderungen als auch verschlechterte Veräußerbarkeit von Vermögensbestandteilen. Bei Privatpersonen tritt eine Vermögensminderung ein, wenn wesentliche Vermögensteile an Wert verlieren oder untergehen, oder sich die Einkommenssituation so verschlechtert hat, dass sie auf ihr Vermögen zurückgreifen müssen. Bei Unternehmen ist auf die Liquiditäts- und Eigenkapitalentwicklung abzustellen; objektive Anzeichen sind schleppende oder ausbleibende Zahlungen. Der Jahresabschluss ist dabei ein wichtiges Instrument.
Wesentlich wird die Verschlechterung dann, wenn sie zu einer Gefährdung des Rückzahlungsanspruchs führt (§ 490 Abs. 1 BGB). Die Vermögensminderung muss erheblich sein, wobei Prozentsätze in der Literatur nicht zu finden sind, aber von mindestens 20 % ausgegangen werden kann. Eine wesentliche Verschlechterung liegt daher nur dann vor, wenn sich die Größenordnung des Vermögens sichtbar, und nicht nur vorübergehend, verringert. „Wesentlich“ bedeutet, dass eine Gefährdung der Rückzahlung geboten ist. Kann ein Kredit nebst Zinsen noch aus dem – geschrumpften – Vermögen zurückbezahlt werden, ist die Verschlechterung jedenfalls nicht „wesentlich“.
Aber auch nicht direkt mit dem Vermögen zusammenhängende Umstände kommen in Betracht. So kann die Ablehnung eines Kreditantrags bei anderen Banken eine wesentliche Verschlechterung bedeuten, ebenso Vollstreckungshandlungen Dritter. In einer vielzitierten Entscheidung hatte das Oberlandesgericht Hamm den Fall eines Schlossermeisters zu beurteilen, der sich unter anderem mit Hilfe öffentlicher Förderdarlehen selbstständig gemacht hatte. Nach 1½ Jahren kündigte die Bank das Darlehen mit der Begründung, dass sich die Vermögensverhältnisse deutlich verschlechtert hätten. Das Gericht nahm demgegenüber an, dass ein gewisser Anfangsverlust bei einer Existenzgründung normal und die Entwicklung im Vergleich zu einem Vorgängerunternehmen sogar positiv verlaufen war. Die simple Beurteilung „Verlust gleich Vermögensgefährdung“ sei zumindest bei einer Existenzgründung nicht ausreichend, um Unternehmensverluste als Ursache für einen wichtigen Grund zur Kündigung anzusehen.

## Kreditinstitute als Kreditgeber
Institutionelle Gläubiger wie Kreditinstitute haben ein Interesse daran, das in einer „wesentlichen Verschlechterung der Vermögensverhältnisse“ zum Ausdruck kommende erhöhte Kreditrisiko zu regeln, und deshalb diese Thematik in ihre AGB aufgenommen. Dort ist der unbestimmte Rechtsbegriff durch eine nicht abschließende Aufzählung von Beispielfällen konkretisiert worden.

### Eingetretene Verschlechterung
Wenn die Durchsetzbarkeit der Ansprüche eines Kreditinstituts auch unter Verwertung etwaiger Sicherheiten bereits eingetreten ist, liegt ein wichtiger Grund vor, der Kreditinstitute zur Kreditkündigung berechtigt. Das Recht der Banken zu einer fristlosen Kündigung ihres Kreditengagements ergibt sich aus Nr. 19 Abs. 3 Satz 2 AGB-Banken in Verbindung mit § 314, § 490 BGB. Danach setzt die fristlose Kündigung einer Geschäftsbeziehung einen wichtigen Grund voraus, aufgrund dessen dem Kündigenden die Fortsetzung der Geschäftsbeziehung nicht zugemutet werden kann, wobei die berechtigten Belange des Darlehensnehmers zu berücksichtigen sind. Wichtiger Grund ist eine bereits eingetretene, erwiesene wesentliche Verschlechterung oder erhebliche Gefährdung der Vermögensverhältnisse des Darlehensnehmers oder eine nachweisbare wesentliche Verschlechterung der Werthaltigkeit der für das Darlehen gestellten Sicherheiten. Hat der Kreditnehmer die Zahlungen bereits eingestellt (vertragliche Zins- oder Tilgungsleistungen kommen nicht oder nicht mehr fristgemäß) oder erklärt, die Zahlungen einstellen zu wollen, sind die Voraussetzungen für eine fristlose Kreditkündigung erfüllt.
Eine Ausnahme von diesen Kündigungsmöglichkeiten besteht für Verbraucher- und Immobiliendarlehensverträge. Bei Verbraucherdarlehensverträgen ist eine Kündigung wegen Verschlechterung der Vermögensverhältnisse nicht möglich, solange sich die Rückstände im erlaubten Bereich befinden. Nach § 498 Abs. 1 Nr. 1 BGB kann wegen Zahlungsverzugs des Darlehensnehmers der Darlehensgeber den Verbraucherdarlehensvertrag bei einem Darlehen, das in Teilzahlungen zu tilgen ist, nur kündigen, wenn der Darlehensnehmer mit mindestens zwei aufeinanderfolgenden Teilzahlungen ganz oder teilweise und mindestens 10 %, bei einer Laufzeit des Verbraucherdarlehensvertrags über drei Jahre mit 5 % des Nennbetrags des Darlehens oder des Teilzahlungspreises in Verzug ist. Bei Immobiliardarlehensverträgen gilt Absatz 1 mit der Maßgabe, dass der Darlehensnehmer mit mindestens zwei aufeinanderfolgenden Teilzahlungen ganz oder teilweise und mindestens 2,5 % des Nennbetrags des Darlehens in Verzug sein muss. § 498 Abs. 3 BGB wurde in dieser Form neu gefasst aufgrund des Gesetzes zur Begrenzung der mit Finanzinvestitionen verbundenen Risiken (Risikobegrenzungsgesetz) mit Wirkung vom 19. August 2008. Ziel war, rechtsmissbräuchliche Kündigungen wegen angeblichen Zahlungsverzuges zu verhindern. Vor Eintritt dieser Regelung wurden die erlaubten Rückstände häufig vertraglich geregelt und bewegten sich bei 5 % in Anlehnung an die Regelungen für Verbraucherdarlehensverträge.

### Drohende Gefahr
Nach der Schuldrechtsreform 2002 muss die Verschlechterung nicht erst eingetreten sein; es genügt bereits, wenn die Gefahr einer Verschlechterung droht. Die unmittelbar drohende Gefahr der Zahlungsunfähigkeit des Darlehensnehmers berechtigt den Gläubiger zur fristlosen Kündigung des Darlehens aus wichtigem Grund. Eine drohende Gefahr liegt dann vor, wenn die Einhaltung der Zahlungsverpflichtungen durch den Darlehensnehmer oder die Durchsetzbarkeit der Ansprüche auch unter Verwertung etwaiger Sicherheiten gefährdet ist. Dies ist unter anderem der Fall, wenn eine wesentliche Verschlechterung oder erhebliche Gefährdung der Vermögensverhältnisse des Darlehensnehmers oder in der Werthaltigkeit der für das Darlehen gestellten Sicherheiten eintritt, insbesondere, wenn der Kunde erklärt, die Zahlungen einstellen zu wollen. Es liegt selbst dann ein wichtiger Grund zur fristlosen Kündigung eines Darlehens vor, wenn die Überschuldung nicht festgestellt ist. Wenn die flüssigen Zahlungsmittel des Kreditnehmers zur Erfüllung der künftig fälligen Kreditverbindlichkeiten dauerhaft und nicht nur vorübergehend nicht ausreichen, liegt ebenso eine drohende Gefahr vor. Eigene fällige Forderungen des Kreditnehmers stehen ihm dabei für Zahlungen eigener Kreditverbindlichkeiten gegenüber der Bank nicht zur Verfügung und dürfen deshalb im Liquiditätsplan nicht berücksichtigt werden. Ein unmittelbar bevorstehender Eintritt der Zahlungsunfähigkeit des Kreditnehmers gefährdet die Erfüllung seiner Verbindlichkeiten gegenüber einer Bank. Die Kreditinstitute sind jedoch gehalten, vor einer Kündigung die eigenen Interessen an einer sofortigen Kündigung und die Interessen des Kreditnehmers an der Fortführung des Darlehensverhältnisses gegeneinander nachweisbar abzuwägen.

### Vorhandene Sicherheiten
Die bloße Existenz von Sicherheiten reicht für den Ausschluss des Kündigungsrechts nicht. Ausreichende Sicherheiten sind vorhanden, wenn sie nach dem Urteil eines unbeteiligten, sachkundigen Dritten im Hinblick auf die Gesamtumstände zur Deckung des vollen Kreditrisikos ausreichen und ohne besondere Schwierigkeiten verwertbar sind. Auch hierbei gelten als „wesentliche Verschlechterung“ des Sicherheitenwerts die Auslegungen zur Vermögensverschlechterung. Tritt bei Sicherheiten demnach ein wesentlicher Wertverfall ein, so besitzen die Kreditinstitute nach Nr. 22 Abs. 1 AGB-Sparkassen ein Nachbesicherungsrecht. Kommt der Kreditnehmer diesem Anspruch auf Nachbesicherung nicht nach, löst dies eine fristlose Kündigung nach Nr. 26 Abs. 2 lit. b AGB-Sparkassen aus (siehe: Nachschusspflicht).

## Nachprüfbarkeit
Die Beurteilung des Gläubigers, dass eine wesentliche Verschlechterung der Vermögensverhältnisse oder Kreditsicherheiten eingetreten sei oder eine solche drohe, ist gerichtlich nachprüfbar. Die Auffassung des Gläubigers muss somit objektivierbar sein. Verantwortlich handelnde Gläubiger sind deshalb an Fakten gebunden, bloße unbeweisbare Befürchtungen genügen nicht. Wie im Falle BGH wird durch die Gerichte nachgeprüft, sogar nachgerechnet, welche Liquidität zur Verfügung stand, um fällige Kreditverbindlichkeiten zu begleichen. Im zitierten Falle hatte ein Arzt fällige Honorarforderungen gegen die Kassenärztliche Vereinigung, die unsachgemäß aber erst 3–4 Monate nach Quartalsende beglichen werden; diese Forderungen waren zum maßgeblichen Zeitpunkt jedoch nicht als liquide Mittel verfügbar und konnten deshalb nicht als Liquidität für die Kreditbedienung berücksichtigt werden. Wichtiges Indiz für eine Zahlungsunfähigkeit ist regelmäßig die Kenntnis der Zahlungseinstellung. Kenntnis bedeutet im Allgemeinen ein für sicher gehaltenes Wissen. Nach § 130 Abs. 2 InsO steht der Kenntnis der Zahlungsunfähigkeit oder des Eröffnungsantrags die Kenntnis von Umständen gleich, die zwingend auf die Zahlungsunfähigkeit oder den Eröffnungsantrag schließen lassen. Der zwingende Schluss aus den Indiztatsachen auf die Zahlungsunfähigkeit kann nur gezogen werden, wenn sich ein redlich Denkender, der vom Gedanken auf den eigenen Vorteil nicht beeinflusst ist, angesichts der ihm bekannten Tatsachen der Einsicht nicht verschließen kann, der Schuldner sei zahlungsunfähig. Gerade die Nichtzahlung von Kreditzins und Tilgung, die typischerweise nur dann nicht bei Fälligkeit ausgeglichen werden, wenn die erforderlichen Geldmittel hierfür nicht vorhanden sind, deutet auf die Zahlungsunfähigkeit des Kreditnehmers hin.
Auch formal ist diese Vertragsbestimmung nachprüfbar, da es sich um eine AGB-Klausel handelt. Wurde sie nicht individuell mit dem Kunden besprochen und ausgehandelt, unterliegt sie nämlich der richterlichen Inhaltskontrolle.

## Internationales Recht
Im internationalen Recht ist mit der „Material Adverse Change“-Klausel (auch: MAC-Klausel) eine ähnliche Bestimmung vorhanden. Gelegentlich findet auch der Begriff „Material Adverse Event“ (auch: MAE) Anwendung.

### Kreditverträge
Bei Kreditverträgen gibt die MAC-Klausel dem Gläubiger ein fristloses Kündigungsrecht für den Fall, dass der Kreditnehmer insbesondere fällige Zins- und Tilgungsleistungen nicht fristgerecht erbringt. Darüber hinaus werden auch hier Ereignisse oder Vorgänge beispielhaft aufgezählt, die geeignet sind, eine wesentliche (material) Verschlechterung (adverse change) der wirtschaftlichen oder rechtlichen Verhältnisse, wie sie sich aus einem späteren Jahresabschluss des Kreditnehmers niederschlagen, einen wesentlichen Einfluss auf die Geschäftstätigkeit, Vermögens- oder Ertragslage der betroffenen Gesellschaft oder ihr verbundener Unternehmen auszulösen. Zunächst einmal muss eine Verschlechterung dieser Ereignisse gegenüber der Ausgangslage zum Zeitpunkt der Krediteinräumung erkennbar sein. Für die Anwendung der Klausel muss dann jedoch eine nicht nur unwesentliche Verschlechterung eingetreten sein. Die „Material Adverse Change“-Klausel ist wesentlicher Bestandteil der Covenants.

### Unternehmenskauf
Bei Unternehmenskaufverträgen finden MAC-Klauseln ebenfalls vermehrt Anwendung. Sie sollen den Käufer vor wesentlich nachteiligen Veränderungen der Transaktionsgrundlagen in der Phase zwischen Vertragsunterzeichnung (sog. „Signing“) und dem Eigentumsübergang (sog. „Closing“) schützen. Im Gegensatz zum Einsatz bei Kreditverträgen begründen MAC-Klauseln bei Unternehmenskaufverträgen kein Kündigungsrecht, sondern sollen dem Käufer das Recht zum Rücktritt vom Vertrag einräumen, bevor dieser bindend wirksam geworden ist. Zwischen Signing und Closing können je nach Transaktion mehrere Wochen bis Monate liegen. Häufigste Ursachen für das Auseinanderfallen beider Stichtage sind Kartellamtsverfahren und Refinanzierungsverhandlungen. Die MAC-Klauseln haben insbesondere nach den Ereignissen des 11. September 2001 und mit dem Eintreten der sog. Finanzkrise ab 2007 an Bedeutung gewonnen. Beide Ereignisse führten dazu, dass sich das allgemeine wirtschaftliche Umfeld über Nacht geändert hat.
Die rechtliche Wirksamkeit von MAC-Klauseln ist sehr umstritten. Einschlägige Urteile wurden in den USA vom „The Court of Chancery of the State of Delaware“ gefällt. In Europa wurde das Britische „Panel on Takeovers and Mergers“ mit einer MAC-Klausel konfrontiert. Sowohl das Gericht in Delaware als auch das Panel lehnten das Vorliegen eines MAE in den oben genannten Fällen ab. Zum Teil wurde auf die mangelnde Abgrenzbarkeit des vom Kläger vorgebrachten MAE von anderen Umständen abgestellt, zum anderen wurde der (zu) weit gefasste Anwendungsbereich der Klauseln beanstandet.